# أنطونيو ماتشادو
أنطونيو ماتشادو رويث (بالإسبانية: Antonio Machado Ruiz) شاعر إسباني من الحركة الأدبية الإسبانية المعروفة باسم جيل 98، ولد في 26 يوليو 1875 بإشبيلية. من أهم قصائده الشعرية: الخلوة سنة 1903م وحقول قشتالة سنة 1912م. توفي في 22 فبراير 1939 في كوليور بفرنسا هاربا من حصار قوات فرانكو لمدريد بعد نشوب الحرب الأهلية الإسبانية. و قد أفضى أسلوب أنطونيو ماتشادو دلوه حول العديد من الدراسات المقارنة و التي مسّت بدورها مائدة الأدب العربي ؛ و من المترجمين العرب المولوعين بالشاعر الإشبيلي نذكر الناقد الجزائري نزيم غازلي .

## حياته
ولد في إشبيلية ونشأ بها ثم انتقلت عائلته إلى مدريد بعد أن عين جده أستاذاً بجامعة مدريد، وفيها واصل دراسته. انقطع عن الدراسة بين الفينة والأخرى بسبب موت أبيه ثم موت جده بعده بحوالي ثلاث سنوات. وفي سنة 1899 انتقل إلى باريس حيث يوجد أخوه الأكبر الشاعر مانويل ماتشادو، اشتغل معه في مجال التأليف المسرحي، كما اشتغل كمترجم مع دار النشر الفرنسية «غارنيي». وتعرف هناك على كتاب من أمثال أوسكار ويلد وبيو باروخا، وحضر المحاضرات التي كان يلقيها هنري بيرغسون والتي تأثر بها كثيرا. وبعد عودته إلى إسبانيا احترف التمثيل وأنهى دراسته الثانوية حاصلا بذلك على شهادة البكالوريا. بعدها عاد إلى باريس والتقى سنة 1902 بوجه مؤثر في الحداثة الشعرية في العالم الناطق بالإسبانية وهو الشاعر روبين داريو.

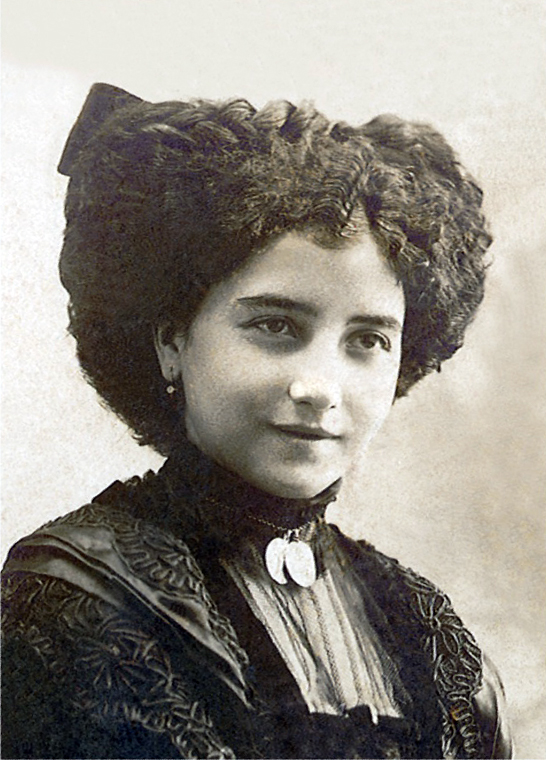
ليونور إثكييردو وهي ذات ال15 ربيعا، في زفافها مع أنطونيو ماتشادو ، يوم 30 يوليو 1909م.

وفي عام 1903 أصدر أول ديوان شعري له، تقدم لمباراة في ميدان التعليم وحصل على منصب مدرس للغة الفرنسية في معهد صوريا، وتعرف على فتاة تشتغل في منزله والتي تزوج بها سنتين بعد ذلك وهو ابن 34 سنة وهي بنت 15 سنة؛ وهي ملهمته في العديد من قصائده، وكان اسمها ليونور إثكييردو. ونتيجة موت حبيبته ليونور إثكييردو وغربته نتيجة انتقاله من مدينة صوريا إلى مدينة جيان، أصدر ديوانه «حقول كاستيا» سنة 1912، الذي تناول فيه موضوع طبيعة صوريا ومغاني الأنس وأيام الوصال بينه وبين حبيبته ليونور.
| أنطونيو ماتشادو | ربّاه لقد أخذتَ مني من أحب فأسمع الآن بكاءَ هذا الفؤاد وحيدًا وأحزانه تلك هي مشيئتك ضد مشيئتي الآن ، يا ربي ، إنهما وحيدان قلبي والبحر الطرقات - ديوان حقول قشتالة. | أنطونيو ماتشادو |

وعام 1927 أنتخب عضواً في الأكاديمية الملكية الإسبانية، ثم استقر في مدريد عام 1932 بعد تنقله بين العديد من المدن الإسبانية، ولكن سرعان ما نشبت عام 1936 الحرب الاهلية الإسبانية، وكان ماتشادو مؤيداً للجمهوريين وضد الجنرال فرانكو، واضطر إلى ترك مدريد بعد حصارها، متجها نحو بلنسية، ومن هناك إلى برشلونة، وفي عام 1939 هرب إلى جنوب فرنسا في مدينة كوليور بعد انتصار قوات الجنرال فرانكو التام في الحرب الأهلية، ليتوفى هناك في العام نفسه، وبعد ثلاثة أيام توفيت أمه أيضاً والتي كانت تصاحبه في سفره هذا. حيث وجد أخوه الأصغر " خوسي " في معطفه (لباس الشعراء ) ورقة مستوحاة من نفسية شيكسبير قائلا فيها كن او لا تكون "Be or not be ". , و سطرا ذهبيا آخرا مدونا فيه مجازيا حنين روح الطفولة السعيدة حيث كتب Estos
días azules y este sol de infancia بلغة الضاد تترجم إلى " هذه الأيام الزرقاء و هذه شمس الطفولة " حيث إرتبط كثيرا موضوع الطفولة في أبيات الشاعر الأندلسي الفذ و من بين الخصائص اللا غبار عليها في الجعبة الحبرية للفيلسوف الإسباني .

## فكره
ينتمي إلى جيل الثمانية والتسعون، على الرغم من أنه يصنف نفسه في جيل 1914. صنع وزملاءَه الأدباء ما سُمِّي في حينه حركة استرداد الحسّ الشعبي كردّ فعل ضدّ الأوضاع المتردّية سياسياً واجتماعياً وثقافياً، بعدما خسرت إسبانيا ثقلها الإستراتيجي في العالم بعد هزيمتها أمام الولايات المتحدة. ومن خلال أعمالهم الأدبية ركَّزوا على المحلّية كصيغة جديرة بردِّ الاعتبار إلى الذات الإسبانية الجريحة.
اشتهر بفلسفته في قضايا في منتهى التعقيد والأهمية مثل قضية «الجبر والاختيار» ومصير الإنسان وعدم كمال الإنسان. كان ماتشادو يعبر في أشعاره عن تلك الأفكار أو يستخدم شخصية مسرحية أو البطل لينقل أفكاره للمشاهدين، وهو ما أدى إلى تعرضه للنقد بصورة دائمة.
عند تلقيه نبأ اغتيال كتائب الفلانخيس للشاعر فيديريكو غارثيا لوركا، عبر عن أسفه:

## مؤلفاته
من أهم مؤلفاته الشعرية:
- الخلوة 1903
- الخلوة
- الخلوة وقصائد آخرى 1907
- حقول قشتالة 1912
- أشعار كاملة 1917
- أغاني جديدة 1924
- أشعار كاملة 1936 (الإصدار الرابع)
- خوان دي مايرينا 1936

## روابط خارجية
- أنطونيو ماتشادو على موقع IMDb (الإنجليزية)
- أنطونيو ماتشادو على موقع الموسوعة البريطانية (الإنجليزية)
- أنطونيو ماتشادو على موقع مونزينجر (الألمانية)
- أنطونيو ماتشادو على موقع ميوزك برينز (الإنجليزية)
- أنطونيو ماتشادو على موقع إن إن دي بي (الإنجليزية)
- أنطونيو ماتشادو على موقع قاعدة بيانات الفيلم (الإنجليزية)